# Kościół Narodzenia Najświętszej Maryi Panny w Marwicach
Kościół pw. Narodzenia Najświętszej Maryi Panny w Marwicach – kościół filialny parafii św. Apostołów Piotra i Pawła w Baczynie.

## Architektura
Świątynia orientowana, jednonawowa na rzucie prostokąta o wymiarach 20,8 × 10,4 m, wzniesiona ze starannie obrobionych ciosów granitowych z użyciem cegły, bez wieży. Nakrywa ją dach dwuspadowy.
Zachowały się pierwsze okna szczelinowe, po trzy od wschodu, północy i południa, trzy portale (z których zachodni portal uskokowy posiada reprezentacyjnych charakter) i dekorowane blendami szczyty.
W południowo-wschodnim narożniku kościelnej nawy (rysunek od wschodu) na wysokości 5,20 m, na czerwonym granitowym głazie (dwudziesty od dołu, wymiary 29 × 32 cm) znajduje się szachownica (7 pól poziomych na 5,5 pól pionowych prostokątów, 4,5–6 cm ×  4,5–6 cm).

### Polichromia przedstawiająca scenęUkrzyżowania
Polichromia na ścianie wschodniej poddasza (ostrołukowe pole o wymiarach 265 × 310 cm), przedstawiająca scenę Ukrzyżowania, pochodzi z około 1350 r. Stojący po lewej stronie Chrystusa św. Longinus przeszywa włócznią jego bok, przy nim stoi św. Jan Ewangelista w białej szacie. Po prawej stronie znajduje się Maryja i obok drabina oparta o ramię krzyża. Powyżej, po lewej stronie, narzędzia męki pańskiej (arma christi) niesie ponad głową Chrystusa ukazany w locie anioł. W obrębie kompozycji umieszczone są dwie banderole ze wzorami naśladującymi napisy. Malowidło zostało wykonane w technice tempery kazeinowej na tynku. Analogie do niego znajdujemy w kościele w Czachowie koło Cedyni. Konserwacja przeprowadzona została przez szczecińską pracownię konserwatorską Małgorzaty i Henryka Zyzików.

## Historia
Kościół zbudowany został na przełomie XIII i XIV w. lub nieco wcześniej, pierwsza wzmianka pochodzi z 1337 r. z księgi ziemskiej margrabiego brandenburskiego Ludwika Starszego i mówi o tym, że wolne od ciężarów podatkowych są 3 łany parafialne. W 1716 r. do szczytowej ściany od strony zachodniej dobudowano wieżę z dzwonnicą (obecnie nie istnieje, zawaliła się w końcu lat 60. XX w.), w 1726 r. południową zakrystię, w 1746 r. położono nowy dach i obniżono strop. W 1776 r. dobudowano północną zakrystię (a południową przerobiono na kaplicę). Opuszczony został w 1945 r., odbudowany w 1970 r. (na miejscu poprzedniej zakrystii postawiono nową), a w 2004 r. poddany restauracji i konserwacji.

## Cmentarz
Przy kościele znajdują się pozostałości poewangelickiego cmentarza w formie lapidarium.